# Kloster Jegische Arakjal

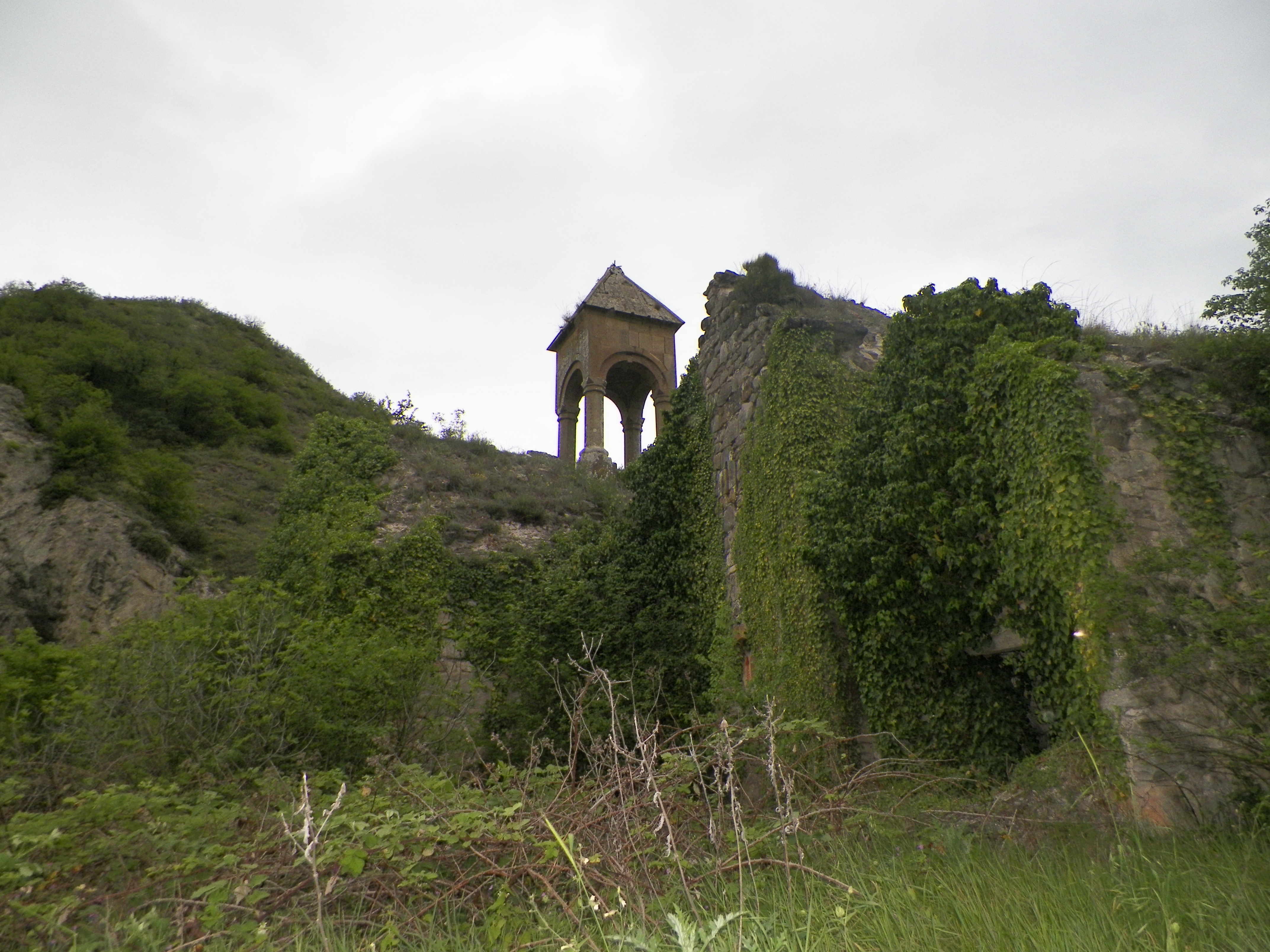
Das Kloster Jegische Arakjal

Das Kloster Jegische Arakjal (armenisch Եղիշէ Առաքեալի վանք), nach englischer Transkription auch Yeghishe Arakyal, auch bekannt als Dschrwschtik (Ջրվշտիկ), ist ein ehemaliges Kloster der Armenisch-Apostolischen Kirche, das sich in Aserbaidschan befindet. Von den zwischen dem 5. und 13. Jahrhundert errichteten Gebäuden sind heute unter anderem noch 1 Kirche und 7 Kapellen erhalten.

## Geschichte
Nach der Tradition der Armenischen Apostolischen Heiligen Kirche waren die Provinzen Arzach und Utik in Großarmenien Schauplatz der frühen christlichen Mission. Drei der 72 Jünger Christi – Dad, Yeghisha und Khad – sollen dort das Evangelium verkündet haben.
Apostel Dad kam demnach mit Apostel Thaddäus nach Armenien. Nach dem Tod von König Abgar kehrte er nach Arzach zurück, wo er ein asketisches Leben führte und starb. Über seinen Reliquien wurde das Kloster Dadivank errichtet. Bei archäologischen Ausgrabungen in den Jahren 2007–2008 wurden zwar zwei Gräber entdeckt, diese werden jedoch auf spätere Jahrhunderte datiert und stehen vermutlich nicht in direktem Zusammenhang mit Apostel Dad. Die Existenz des Apostels und die Tradition der Klostergründung auf seinen Reliquien wird jedoch nicht in Frage gestellt.
Apostel Yeghisha soll den heiligen Thaddäus auf dessen Missionsreisen begleitet und dessen Martyrium in Artaz miterlebt haben. Nach seiner eigenen Ordination in Jerusalem predigte er zunächst in Chor und später am rechten Ufer des Flusses Kura. In der Stadt Gis in Utik gründete er eine Kirche. Er erlitt das Martyrium in Zerguni. Seine Reliquien wurden an einem Ort namens Jrvshtik beigesetzt, wo später ein Kloster entstand. Es gibt allerdings auch die Annahme, dass die Figur des Apostels Yeghisha eine spätere Schöpfung ist. Im 4. Jahrhundert soll Gregoris Partev Chor nach der Tradition des Heiligen Yeghisha besucht haben.

## Lage

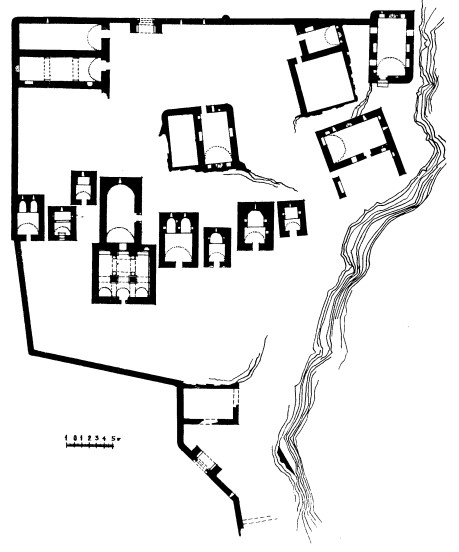
Gesamtplan des Klosterkomplexes Yeghish Arakyal

Die Anlage befindet sich am Rande einer Schlucht in dicht bewaldetem Gebiet, nur wenige Kilometer südlich der Waffenstillstandslinie. Durch die Nähe zur Front ist sie militärisches Sperrgebiet und nicht betretbar. Das Kloster ist mit einer Straße mit dem 5 km entfernten Dorf Mataghis verbunden.

## Baubeschreibung
Das nach Eliseus, einem Apostel der armenisch-apostolischen Kirche, benannte Kloster wurde im 5. Jahrhundert errichtet. Die 7 heute noch erhaltenen, zu verschiedenen Zeiten erbauten Kapellen dienten über mehrere Jahrhunderte als Begräbnisstätte für lokale Eliten wie Watschagan III., König von Aghwank († um 510) oder Adam, dem Melik von Dschraberd († 18. Jh.). Die Kirche stammt aus dem 13. Jahrhundert. Auffällig sind die vielen über das Gelände verteilten Gräber und das Fehlen dekorativer Elemente an den Gebäuden. Das Kloster wird an drei Seiten von Mauern umfasst. Die südwestliche Seite wird von einem Felsabgrund begrenzt.

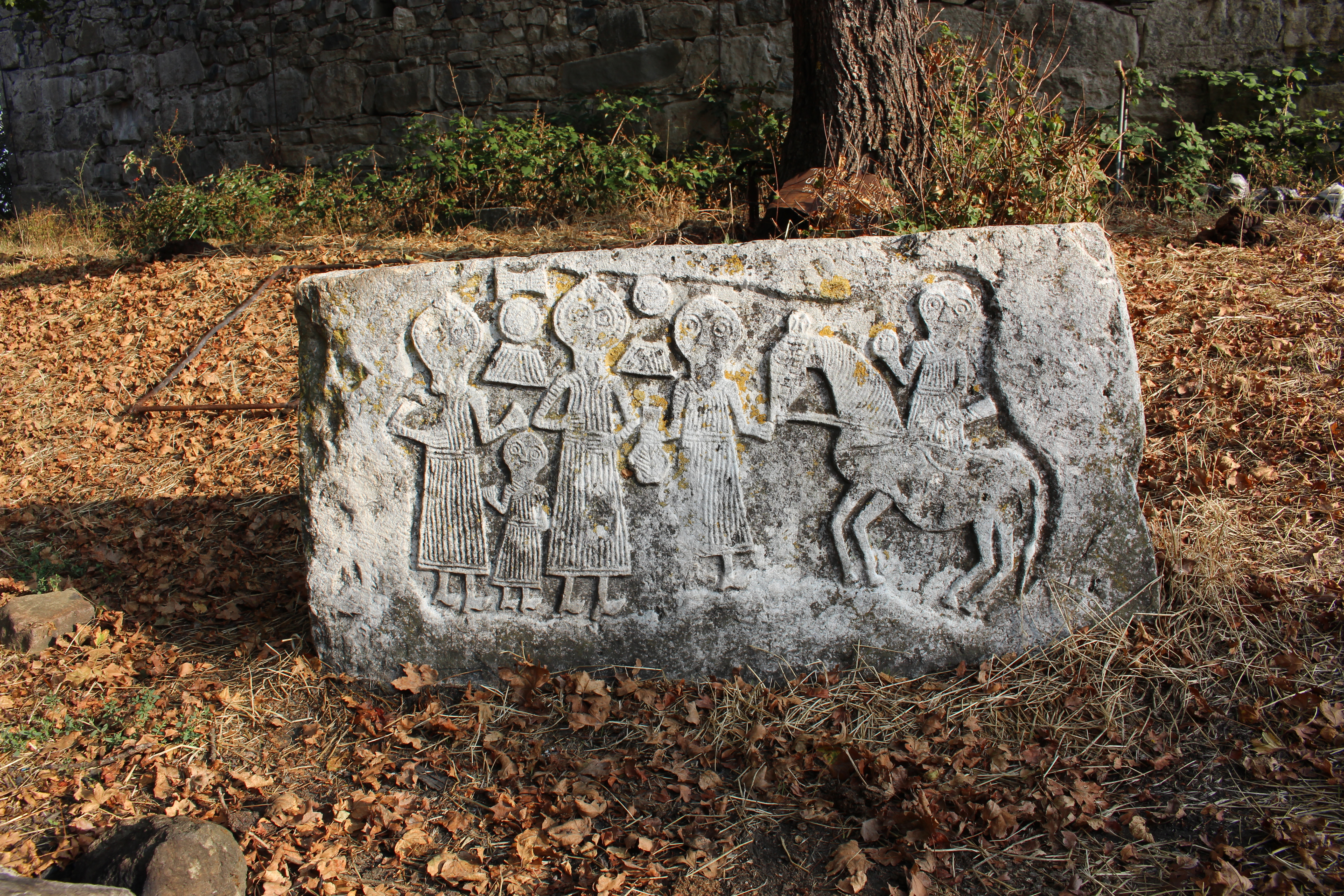
Grabstein, Kirche „St. Yeghishe“